# A's Doll House
A's Doll House è il secondo EP della cantante sudcoreana Ailee, pubblicato nel luglio 2013.

## Tracce
1. U&I – 3:16
2. No No No – 3:21
3. Rainy Day – 3:43
4. How Could You Do This to Me (이런 법이 어딨어) – 3:43
5. Scandal (열애설) – 4:04
6. I'll be OK – 3:39